# Marcos de Niza

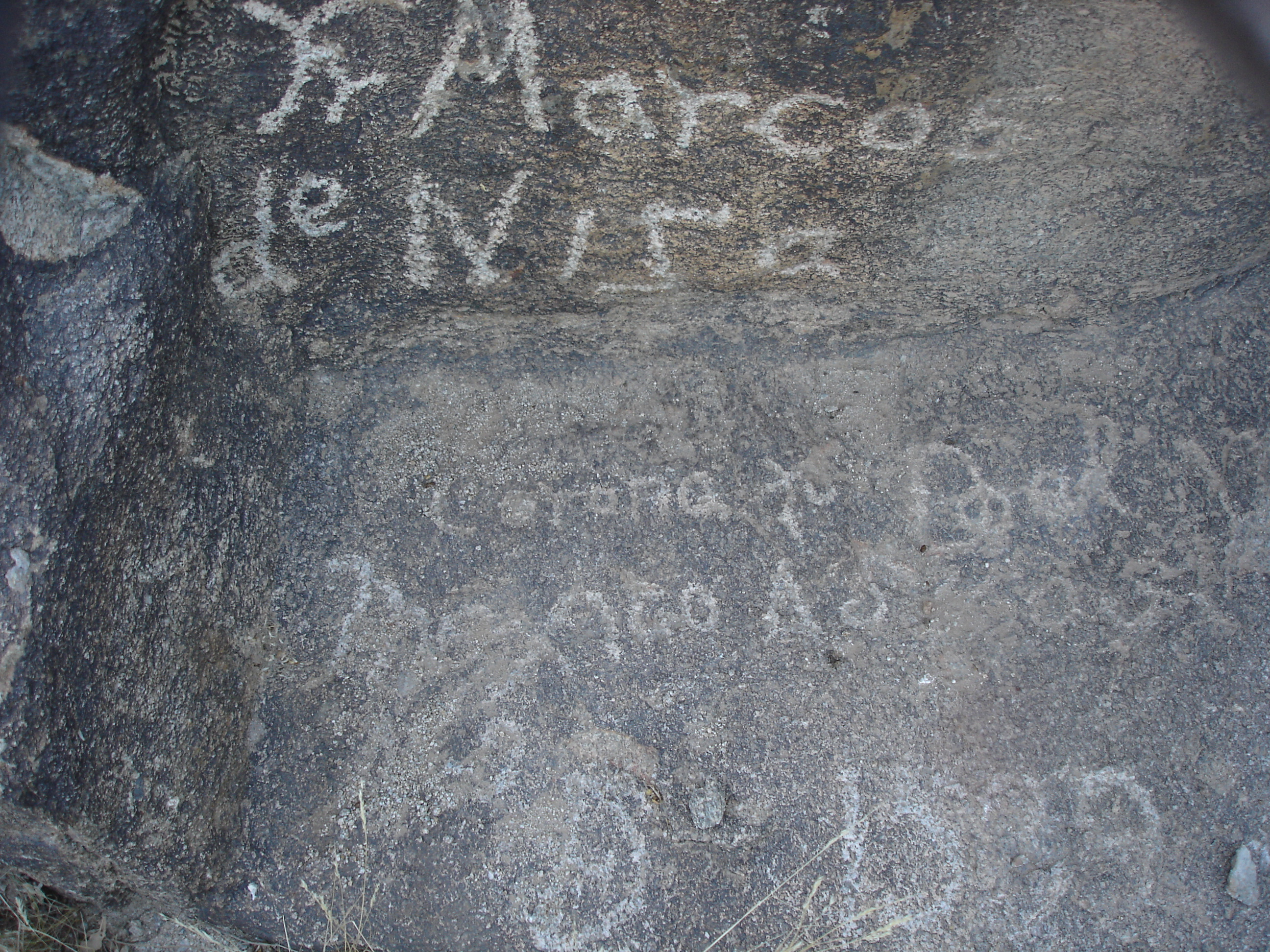
Der Stein wurde möglicherweise von Marcos de Niza 1539 signiert. Neueste Forschungen weisen jedoch auf eine Fälschung hin.

Marcos de Niza (* um 1495; † 1558), ein Franziskanerpater, brachte als erster die Nachricht von den „Sieben Städten von Cibola“ nach Mexiko.

## Leben
Marcos de Niza wurde vermutlich (darauf lässt sein Name schließen) in Nizza geboren, einer Stadt, die damals zum Herzogtum Savoyen und damit zum Heiligen Römischen Reich deutscher Nation gehörte. Er trat der aquitanischen Provinz der Franziskaner bei und wurde zum Priester geweiht. 1530 entsandte sein Orden ihn nach Spanien und im Folgejahr von dort nach Peru. Er erlebte die Spanische Eroberung Perus und berichtete über die Gräueltaten der Konquistadoren in Peru. 1536 entsandte sein Orden ihn ins Vizekönigreich Neuspanien. Der franziskanischen Tradition gemäß ging er von Panama bis Mexiko zu Fuß, barfuß.

### Die Expedition in den Norden Mexikos
Antonio de Mendoza, der neuspanische Vizekönig, gewann Marcos de Niza für eine Expedition, die nördlich des von den Spaniern beherrschten Gebietes nach wohlhabenden Städten suchen sollte. Begleitet wurde er von Estevanico dem Mauren und einem zweiten Franziskanerpater, Fray Honorato (Onorato). Einige Indianer dienten ihnen als Läufer, Träger und Dolmetscher. Diese Indianer waren schon Cabeza de Vacas Weggefährten auf dem Marsch von Texas nach Neuspanien gewesen.
Marcos de Niza begann seine Reise in Culiacán am 7. März 1539. Schon kurz darauf wurde Pater Honorato krank. Er musste zurückgelassen werden. Marcos de Niza und Estevanico blieben am Beginn ihres Weges in der Nähe der Küste. Später begaben sie sich auf einen Handelspfad der Einheimischen. Estevanico hatte Marcos de Niza von den zahlreichen Handelsreisen berichtet, welche die Einheimischen dieses Gebietes oft in den Norden führten.
Der Weg, den die Gruppe nahm, ist nur in groben Umrissen bekannt. Marcos de Niza sandte den Mauren jeweils einige Tagesstrecken voraus, um den Weg zu erkunden. Estevanico hatte strenge Order, Nachrichten zurückzusenden und auf den Pater zu warten. Dieser dunkelhäutige Mann muss eine äußerst charismatische Person gewesen sein. Cabeza de Vaca hatte berichtet, dass er auf ihrer Reise als Schamane aufgetreten war und häufig den Spaniern vorangegangen war, wenn sie die Dörfer der Indios betraten. Andere Berichte lassen darauf schließen, dass er zahlreiche Tändeleien mit einheimischen Frauen hatte.

### Cibola
Estevanico war Marcos de Niza etwa drei Tage voraus. Er schickte durch indianische Boten einen Bericht an den Pater, der am 21. März Vacapa (Vacapan), eine erste große Siedlung, erreicht hatte. Darin beschrieb Estevanico ein wunderbares nördliches Handelszentrum. Er nannte die Stadt Cibola. Gesehen hatte er sie noch nicht, denn grob geschätzt war er noch weitere 30 Tage von dieser Stadt entfernt. Estevanico war von der Nachricht so begeistert, dass er nicht auf Marcos de Niza warten wollte.
Am 7. April verließ der Pater das Dorf Vacapa und stieß selbst schon bald auf das Gebiet, in dem er die indigene Bevölkerung von Cibola wusste. Er befragte sie sorgfältig und erhielt weitere schillernde Berichte über die Stadt im Norden. In der Gegend, durch die Marcos de Niza reiste, hatten die Einheimischen nur kleine mit Maisstroh gedeckte Häuser mit Ziegeln aus ungebranntem Lehm. Doch in Cibola sollte es mehrstöckige, dauerhafte Gebäude geben. So war es kein Wunder, dass die Indianer in den höchsten Tönen von Cibola schwärmten.
Marcos de Niza ging weiter nach Norden und folgte Estevanicos Fährte. Er kam durch eine gut bewässerte Landschaft, in der die Menschen Mais anbauten, und versuchte Estevanico einzuholen, aber der Maure blieb immer mehrere Tage vor ihm. In jedem Ort gab es neue Information über Cibola. Doch in seinen Berichten hat Marcos de Niza nie Goldfunde erwähnt. Er berichtete nur, dass in diesem Gebiet viele Türkise (Schmucksteine) getauscht wurden, und dass diese Türkise in einige Türrahmen eingebettet waren. Das führte bei den Konquistadoren anscheinend zu dem Glauben, dass man in Cibola Türen und Wände mit Juwelen beschlagen ließ. Marcos de Niza wurde später der Lüge bezichtigt. Wörtlich genommen war sein Bericht jedoch richtig. Wie Ethnologen im 19. Jahrhundert bestätigten, arbeiteten die Zunis manchmal einen kleinen Glücks-Türkis in den Eingang ihres Hauses ein.
Beiläufig erzählt der Bericht von Marcos de Niza, dass überall auf seiner Reise die Indios auf dem Cibola-Weg Handel trieben. Das beweist, dass Marcos de Niza auf einem wohl bekannten Weg der Einheimischen war.
Die letzten 15 Tage zogen der Pater und seine indianischen Begleiter durch unbewohntes Gebiet. Wahrscheinlich waren sie Ende Mai 1539 in der Nähe von Cibola angelangt. Ein paar Tage bevor sie die Stadt erreichten, kamen Marcos de Niza einige indianische Flüchtlinge entgegen. Es waren Estevanicos Begleiter. Sie berichteten von seinem Tod. Anscheinend hatte er die Anweisungen des Kaziken von Cibola ignoriert. Er sollte sich der Stadt nicht nähern, weil die Bewohner der Stadt diesem fremden, dunkelhäutigen Schamanen nicht trauten. Trotz der Warnung war Estevanico, voller Vertrauen auf seine langjährige Erfahrung, den Menschen lachend entgegengekommen. Eine Auseinandersetzung folgte, bei der einige der Cabeza-Indianer getötet oder verletzt wurden. Auch Estevanico kam dabei ums Leben.
Als Marcos de Niza dies hörte, ging er nur noch bis zu einem Plateau, von dem er die Stadt aus der Ferne betrachten konnte. Dann zog er sich so schnell wie möglich zurück. „Ich hatte mehr Angst im Bauch als zu essen“, schrieb er später selbstironisch.

### Berichte und Gerüchte
Nur wenige Details seiner Rückreise sind bekannt. Anscheinend tauchte er in Mexiko-Stadt Mitte oder Ende August 1539 auf. Am 23. August 1539 schrieb Bischof Juan de Zumárraga in Mexiko-Stadt einen Brief mit einigen Details der Entdeckungen von Marcos de Niza. Dieser verfasste derweil seine Relación, seinen Bericht. Am 26. August 1539 wurde die Richtigkeit einer Abschrift seines Berichtes bescheinigt und von den Oberen seines Franziskanerordens datiert. Am 2. September 1539 berichtete Marcos de Niza dem Vizekönig vor mehreren Zeugen über seine Entdeckungen. Einige Zuhörer bezweifelten seine Aussagen. Sein Bericht brachte eine Gerüchtelawine ins Rollen. In Marcos de Nizas Bericht heißt es, dass er ein volkreiches Land im Norden gefunden habe. Er beschreibt Cibola als nördliches Handelszentrum, in dem Büffelhäute, Türkise und Baumwollkleidungsstücke gehandelt werden. Cibola erstrecke sich über fruchtbare Täler, nördlich der Sonorawüste, etwa auf dem 35. Breitengrad. In seinem Bericht steht nicht, dass er Gold gefunden habe. Gleichwohl machten – auf dem Wege der stillen Post – Wunschdenken und Gier aus den „Sieben Städten von Cibola“ die „Sieben goldenen Städte von Cibola“.

### Folgen der Expedition
Im Jahr 1540 führte Marcos de Niza die Armee von Francisco Vásquez de Coronado nach Cibola. Dort wurde er zum Sündenbock gestempelt, als sich herausstellte, dass in Cibola kein Gold zu holen war. Er wurde dafür verantwortlich gemacht, dass Coronado und dessen Leute sich aufgrund „falscher“ Angaben auf eine fruchtlose Suche gemacht hatten.
Sein Franziskanerorden hingegen schätzte Marcos de Niza als einen Verteidiger der Rechte der Indianer und betraute ihn mit wichtigen Aufgaben. Zeitweilig war er Vize-Provinzial bzw. Provinzial der Franziskaner in Neuspanien.

## Schriften
- Relation de Frère Marcos de Niza. Anhang zu Pedro de Castañeda de Nagera: Relation du voyage de Cibola entrepris en 1540. Où l’on traite de toutes les peuplades qui habitent cette contrée, de leurs mœurs et coutumes. Arthus-Bertrand, Paris 1838, S. 256–281 (französische Übersetzung der Relación von 1539). Die Relación ist in drei Abschriften erhalten: zwei im Archivo General de Indias in Sevilla, eine im Haus-, Hof- und Staatsarchiv in Wien, überschrieben Relación de las Indias de fray Marcos Denica.